# Desis inermis
Desis inermis là một loài nhện trong họ Desidae.
Loài này thuộc chi Desis. Desis inermis được miêu tả năm 1927 bởi Gravely.